# Eilema subnigrosparsa
Eilema subnigrosparsa là một loài bướm đêm thuộc phân họ Arctiinae, họ Erebidae.